# London Coliseum

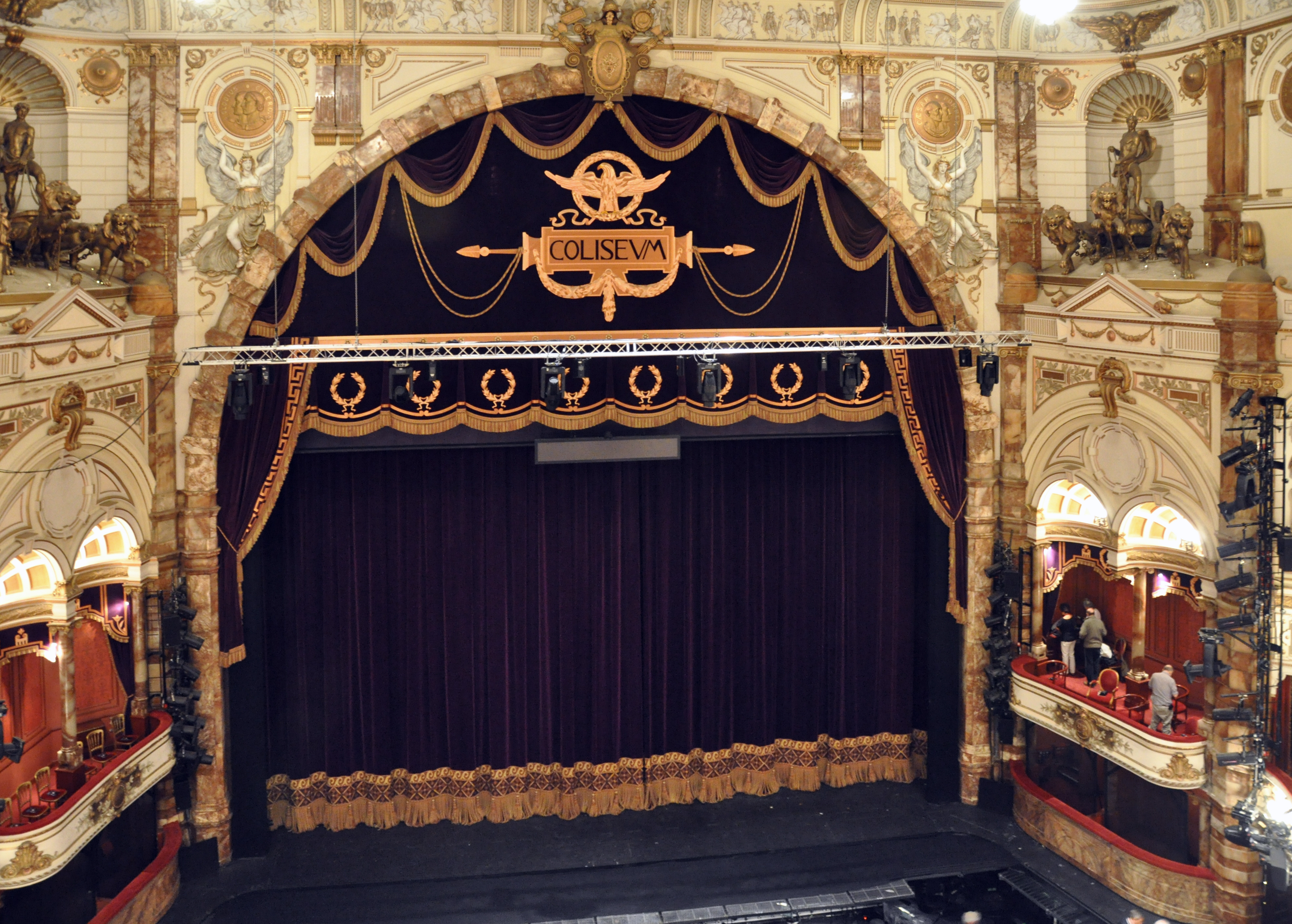
L'auditorium

Il London Coliseum, chiamato anche Coliseum Theatre, è un teatro d'opera, situato a St. Martin's Lane, Westminster, Londra. Aperto nel 1904, è uno dei più grandi e meglio equipaggiati teatri londinesi, progettato dall'architetto teatrale Frank Matcham (ideatore anche del progetto del London Palladium) per l'impresario Oswald Stoll. La loro più grande ambizione era quella di collaborare assieme per costruire il più ampio e raffinato palazzo dedicato all'intrattenimento del pubblico e volevano renderlo il più ammirabile dell'epoca.

## Storia
La performance d'inaugurazione consistette in un varietà, uno show con diverse esibizioni dal ballo, al canto, alla comicità, tenutasi il 24 dicembre 1904. Circa sette anni dopo, nel 1911, il drammaturgo W. S. Gilbert compose la sua ultima opera in questo posto.

### Aspetto tecnico
Il dietro le quinte del palco cela diversi intrichi di gallerie e ponti sopraelevati per aiutare attori, presentatori e comparse ad apparire in vari livelli in scena.